# 石川県信用農業協同組合連合会
石川県信用農業協同組合連合会（いしかわけんしんようのうぎょうきょうどうくみあいれんごうかい）は、石川県金沢市に本所を置く、石川県内の農業協同組合の信用事業を統括する県域農協系金融機関であり、県内農業協同組合を会員とする。通称は「JA石川信連」または「JAバンク石川」。統一金融機関コードは3019。主に法人顧客を中心としており、個人取引は殆どない。

## 沿革
- 1948年8月 - 設立。

## 店舗所在地
- 本所（店番：001）/石川県金沢市古府1-220 石川県農業会館内

## ATMについて
県下JAのATMでは、他都道府県の農協／信連のキャッシュカードによる入出金取引（対象となるATMには「サザエさん」のステッカーが貼り付けられている）および全国のJFマリンバンク（漁協・信漁連）のキャッシュカードによる出金において、ATM稼働時間内なら終日手数料がかからない。また、三菱UFJ銀行のキャッシュカードでも平日日中の出金取引なら手数料がかからない。2011年4月18日からは、JAバンク石川と北國銀行との間で、「いしかわマイネット」の愛称として、双方とのATM出金利用手数料無料提携を開始しており、利用可能な全時間帯（平日08:00 - 21:00、土曜・日曜・休日09:00 - 17:00）とも終日無料となっている（特に、JAと地銀との間によるATM手数料完全無料化は全国初となる）。
なおATMでの通帳取引は石川県下農協／信連で開設された口座の通帳に限られ、他都道府県の農協／信連の通帳は利用できない。